# Thomas Matthew Crooks
Thomas Matthew Crooks (født 20. september 2003, død 13. juli 2024) er den af FBI formodede gerningsmand til attentatforsøget på Donald Trump 13. juli 2024. Han blev dræbt af en snigskytte fra United States Secret Service. FBI har identificeret ham via DNA og ansigtsgenkendelse, da han ikke havde identitetspapirer på sig.
Crooks, der var registreret som republikansk vælger, kom fra Bethel Park (en), der er en forstad til Pittsburgh, Pennsylvania, hvor han havde bestået high school og arbejdede på gerningstidspunktet i et plejehjemskøkken. I sin fritid havde han i mindst et år været medlem af the Clairton Sportsmen's Club, en lokal skydeklub med flere end 2000 medlemmer. Personer, der kendte ham, betegner ham som stille og genert, og var overraskede over, at han kunne finde på sådan noget. En klassekammerat fra high school fortæller, at Crooks var en enspænder, der jævnligt blev mobbet. Han blev desuden betegnet som en udstødt, som jævnligt bar tøj beregnet til at gå på jagt i. I sin skoletid fik han en akademisk pris indenfor matematik og naturvidenskab.